# Sphecodes confusus
Sphecodes confusus är en biart som beskrevs av Blüthgen 1928. Sphecodes confusus ingår i släktet blodbin, och familjen vägbin. Inga underarter finns listade i Catalogue of Life.